# Glenwood (Wisconsin)
Glenwood – miasto w Stanach Zjednoczonych, w stanie Wisconsin, w hrabstwie St. Croix.